# Quercus ellisiana
Quercus ellisiana — викопний вид дуба, знайдений біля форту Елліс в Монтані. Датується верхньою крейдою.